# Romão António Martins
Romão António Martins, também conhecido apenas por Romão (Lisboa, 8 de agosto de 1814 — Lisboa, 18 de dezembro de 1878), foi um ator, encenador, dramaturgo, bailarino, coreógrafo, músico e compositor português do século XIX.

## Biografia
Romão António Martins nasceu em Lisboa, a 8 de agosto de 1814, no Campo de Santana, freguesia da Pena, filho do lojista Bernardo António Martins, natural de Vilar Maior e de sua mulher, Maria dos Ramos da Conceição, natural de Rio Torto, tendo ficado órfão de pai com apenas 3 anos. A mãe, casou-se novamente, a 22 de novembro de 1818, passados nove meses da morte do primeiro marido, com Caetano José Soares Lobato Lobo, natural do Porto.

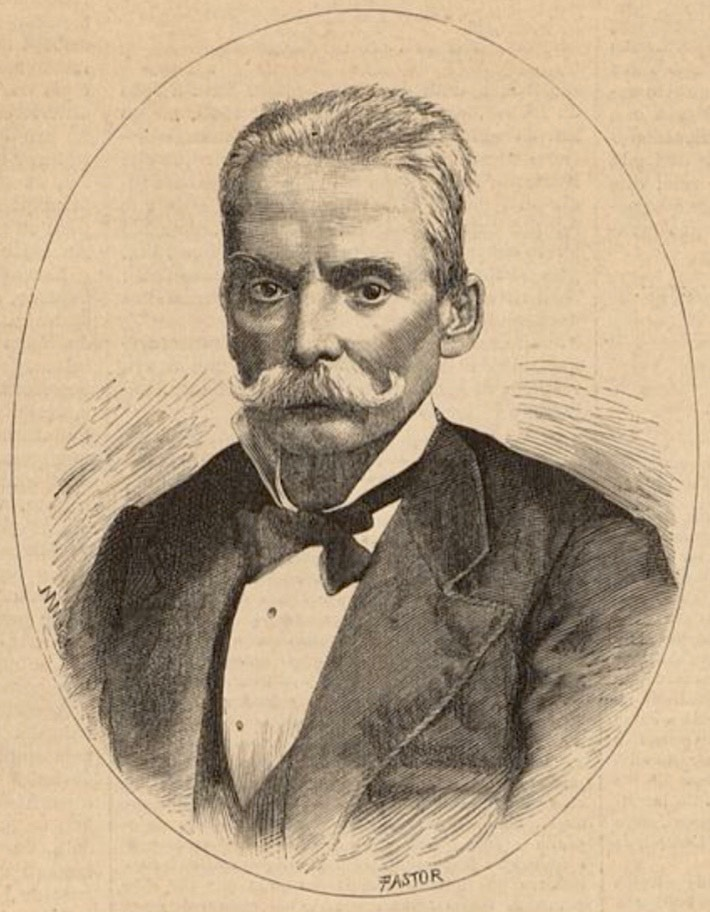
Romão António Martins (O Occidente, 15 de janeiro de 1879).

Antes de ser ator, Romão foi militar, bailarino, músico e compositor coreográfico, fazendo parte da companhia de baile do Teatro de São Carlos. Para o Teatro das Escolas Gerais chegou a compor um bailado que teve grande êxito. Em 1846 fazia parte da sociedade dramática fundadora do Teatro Gymnasio, onde se estreou como ator, conservando-se no mesmo teatro durante a gerência de Emílio Doux, de 1847 a 1849. Neste último ano assumiu o cargo de ensaiador que nunca mais abandonou, exercendo-o sempre com êxito crescente e grande mestria, chegando a ser considerado com um dos primeiros no género. Apesar de lhe faltaram dotes de ator, conseguiu, através da sua inteligência e força de vontade, distinguir-se em várias peças, entre elas, Duas bengalas, Pedro o Tecelão, Coração de Pai, etc.
Os seus trabalhos de ensaiador são ainda citados como perfeição artística, no género cultivado especialmente pelos teatros do seu tempo, reputando-se alguns verdadeiros prodígios, se se atender às condições do teatro em que os executou. Destacam-se, das suas obras, Família do Coleno, Mãe dos Escravos, Georgianas e outras inúmeras peças, oratórias, revistas, mágicas, etc.
Em 1870, ao abandonar o cargo de ensaiador do Gymnasio, devido a desentendimentos, aceita o lugar de ensaiador do Teatro do Príncipe Real do Porto, onde, entre vários trabalhos de mérito, pôs em cena o drama militar A Europa na China, em que o trabalho de mise-en-scène foi o maior elemento de sucesso. Ultimamente regressou a Lisboa, escriturado como ensaiador do Teatro Nacional D. Maria II, sendo pouco tempo depois acometido de uma grave enfermidade, que o incapacitou.
Conheceu profundamente o teatro e o público e soube como poucos descortinar os primeiros indícios de uma vocação artística, podendo afirmar-se que, um terço dos atores contemporâneos daquela época, deveram à sua tutela desvelada, a superioridade que antingiram nas suas profissões. O seu caráter altivo e um pouco autoritário, granjearam-lhe, por vezes, algumas resistências, entretanto o artista de talento e de vontade encontrou sempre nele um mestre dedicado e um conselheiro zeloso. Alguns dos seus discípulos foram Taborda, Santos, Isidoro, Vale, Emília Cândida, Emília Letroublon, Eugénia Câmara, Lucinda Simões, Maria José de Noronha, Brás Martins, Júlio Soller, Marcolino, Bernardo Arejões, entre muitos outros.
Vítima de um padecimento terrível do qual sofreu durante dois anos, acabou por falecer, na madrugada de 18 de dezembro de 1878, aos 64 anos, na sua residência em Lisboa, o quarto andar do número 102 da Rua Nova do Carmo, na extinta freguesia da Conceição Nova, na Baixa de Lisboa, solteiro e sem filhos. Encontra-se sepultado no Jazigo dos Artistas do Cemitério dos Prazeres, em Lisboa.